# Floresta Atlântica do Alto Paraná
A ecorregião das Florestas do Alto Paraná faz parte do bioma da Mata Atlântica e compreende a região que vai desde o Noroeste Paulista no Brasil, até o sudeste do Paraguai e a província de Misiones, na Argentina. Abrange uma área de 471.204 km² e é um dos ecossistemas mais ameaçados do mundo. No Brasil, resta menos de 5% de sua cobertura original e a maior parte dos fragmentos que restam são muito diminutos e são compostos por floresta secundária regeneradas após desmatamento.

## Caracterização

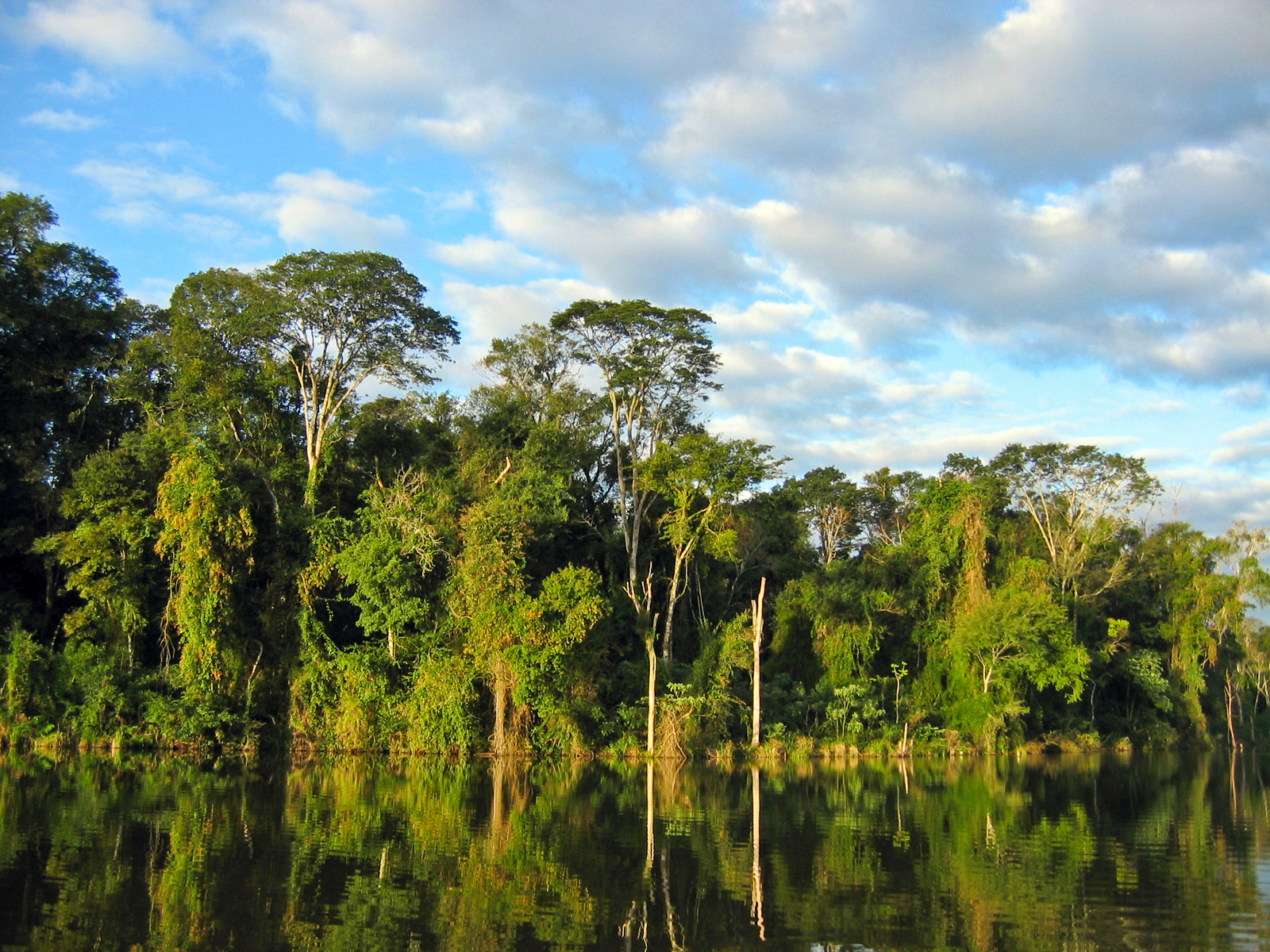
Floresta no Paraguai

A vegetação predominante é a floresta estacional semidecidual, com algumas variações decorrentes do tipo de solo, permitindo o aparecimento de palmitais (içara), por exemplo. Em altitudes mais elevadas, essa vegetação dá lugar a Mata de Araucárias, a sul e sudeste, e ao Cerrado, ao norte.
O clima vai desde o clima tropical com estação seca (Aw), no Noroeste Paulista, até o clima subtropical (Cf), no sul do Brasil e Argentina de acordo com a classificação climática de Köppen-Geiger.
A fauna é extremamente diversa, com destaque para espécies de grandes mamíferos, como a onça-pintada, a onça-parda, a anta e o cervo-do-pantanal. Foram registradas mais de 500 espécies de aves nessa ecorregião, algumas muito raras hoje em dia, como a harpia e o papagaio-de-peito-roxo. Uma espécie de arara da região foi extinta, a arara-azul-pequena. A região também é hábitat de um dos primatas mais ameaçados do mundo, o mico-leão-preto.

## Conservação

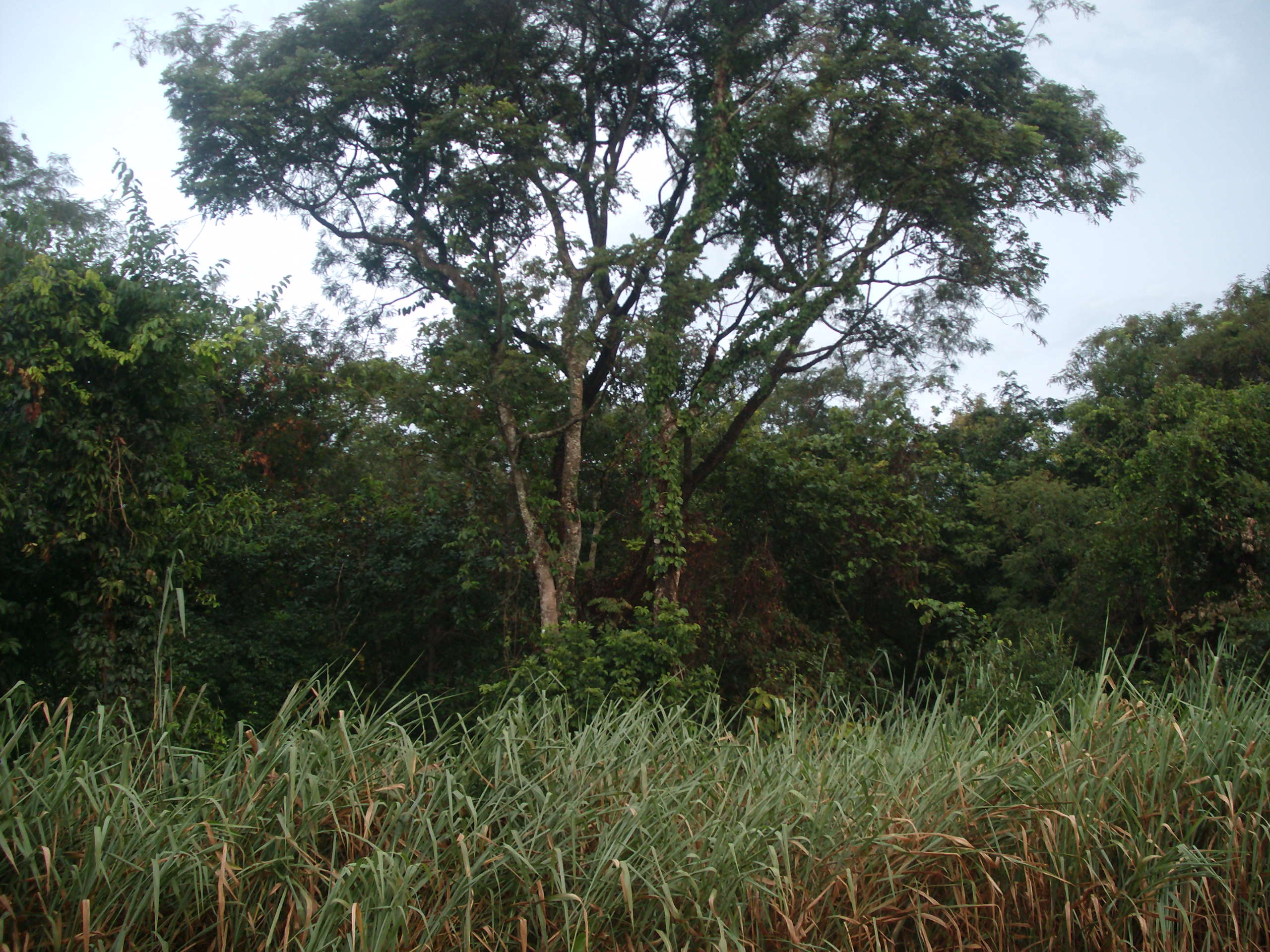
Floresta alterada em Santa Fé do Sul, Brasil. Grande parte dos remanescentes de floresta do Alto Paraná no Brasil encontram-se bastante degradados.

Dos mais de 400.000 km² de extensão originais, restam apenas 7,8%, a maior parte na Argentina. No Brasil, restam apenas 2,7% (7.712km²), incluindo o Parque Nacional do Iguaçu, o Parque Estadual Morro do Diabo e o Parque Estadual do Turvo, sendo o restante distribuídos em fragmentos bem menores, muito deles com menos de 100 hectares. Essa fragmentação prejudica muito a conservação, seja pelo isolamento dos fragmentos, seja por efeitos associados ao tamanho diminuto, como o efeito de borda. Na Argentina, na província de Misiones, restam cerca de 50 % da cobertura original, totalizando 11.230km². Os remanescentes nesta área formam um imenso corredor verde de 11.000km², sendo de importância estratégica na conservação das Florestas do Alto Paraná. No Paraguai, apesar de ser uma área significativa de 11.520km², os fragmentos são de menor área e menos conectados, e representam ao todo, cerca de 13,5% da cobertura original.

### Corredor Ecológico Trinacional
Visto o grau de fragmentação dessa ecorregião e sua enorme biodiversidade, propõe-se a criação de um corredor ecológico, unindo os fragmentos de floresta do Brasil, Argentina e Paraguai. Do lado brasileiro, o corredor vai desde a bacia do rio Aguapeí(SP) até a bacia do rio Turvo(RS). O corredor abrangeria várias unidades de conservação ao longo desse trajeto, e descontando as áreas de conexão, somariam 570 mil hectares. É uma importante iniciativa para a conservação da biodiversidade no Cone Sul, visto que é de suma importância a conexão entre as diversas unidades de conservação da região.